# ماريون ديفيز
ماريون ديفيز (بالإنجليزية: Marion Davies)‏ (3 يناير 1897 - 22 سبتمبر 1961) ممثلة ومنتجة أفلام وكاتبة سيناريو وفاعلة خير أمريكية .

## روابط خارجية
- ماريون ديفيز على موقع IMDb (الإنجليزية)
- ماريون ديفيز على موقع الموسوعة البريطانية (الإنجليزية)
- ماريون ديفيز على موقع ألو سيني (الفرنسية)
- ماريون ديفيز على موقع ميوزك برينز (الإنجليزية)
- ماريون ديفيز على موقع تيرنر كلاسيك موفيز (الإنجليزية)
- ماريون ديفيز على موقع أول موفي (الإنجليزية)
- ماريون ديفيز على موقع قاعدة بيانات برودواي على الإنترنت (الإنجليزية)
- ماريون ديفيز على موقع قاعدة بيانات الأفلام السويدية (السويدية)
- ماريون ديفيز على موقع إن إن دي بي (الإنجليزية)
- ماريون ديفيز على موقع قاعدة بيانات الفيلم (الإنجليزية)
- ماريون ديفيز على موقع فايند أغريف